# Neobythites stelliferoides
Neobythites stelliferoides är en fiskart som beskrevs av Gilbert, 1890. Neobythites stelliferoides ingår i släktet Neobythites och familjen Ophidiidae. IUCN kategoriserar arten globalt som livskraftig. Inga underarter finns listade i Catalogue of Life.